# One in the Chamber
One in the Chamber è un film direct-to-video del 2012 diretto da William Kaufman con protagonisti Cuba Gooding Jr. e Dolph Lundgren.

## Trama
Ray Carver e Aleksey Andreev, detto "Il lupo", sono due killer professionisti assoldati da due bande criminali in guerra da tempo. La sfida tra Carver e Andreev è intensa, violenta, ricca di azione.